# Понте Саларио
Понте Саларио (на италиански: Ponte Salario, през Средновековието: Ponte Salaro) е стратегически мост в Рим, Италия, който контролирал преминаването през р. Аниене. През древността мостът се намирал към Виа Салария (днес: SS4) на 3 км северно от градката врата Порта Колина.
Историческият мост е дълъг 72 м, широк 6,52 м и е построен през 2/1 век пр.н.е. През 1874 г. е новопостроен.